# D-Shape

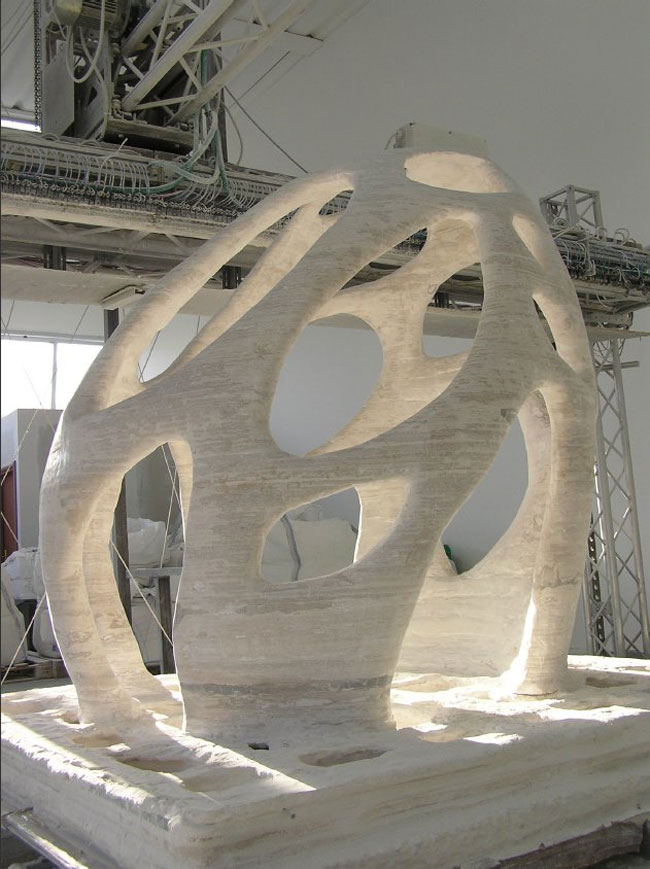
Imprimante 3D D-Shape.

D-Shape est une grande imprimante 3D qui utilise la technologie Binder Jetting, un processus d'impression couche par couche, pour lier le sable avec de l'eau de mer  inorganique et du  liant à base de magnésium dans le but de créer des objets  semblables à de la pierre . Inventé par Enrico Dini, fondateur de Monolite UK Ltd, le premier modèle de  l'imprimante D-Shape utilisait de la résine époxy, couramment utilisée comme adhésif dans la construction de skis, des voitures et des avions, comme liant. Dini a breveté ce modèle en 2006. Après avoir connu des problèmes avec la résine époxy, Dini a changé le liant pour celui actuellement utilisé à base de magnésium et breveté son imprimante à nouveau en septembre 2008. Dans l'avenir, Dini vise à utiliser l'imprimante pour créer des bâtiments à échelle réelle.

## Description technique
La version actuelle de la D-Shape imprime dans un cadre en aluminium de 6 mètres par 6 mètres. Le cadre se compose d'une base carrée, qui se déplace vers le haut le long de quatre poutres verticales pendant le processus d'impression via des moteurs pas à pas, qui sont utilisés à plusieurs reprises afin de les déplacer d'une longueur spécifiée, puis les maintenir en place, sur chaque faisceau. Couvrant l'ensemble de l'horizontale à 6 m de la base, se trouve une tête d'imprimante à 300 buses, chacun espacés de 20 mm de l'autre. La tête de l'imprimante est connectée à la base par une traverse en aluminium qui s'exécute perpendiculaire à la tête de l'imprimante.

## Comment ça marche
Avant que l'impression proprement dite puisse commencer, un modèle 3-D de l'objet à imprimer doit être créé sur CAD, un logiciel qui permet à un concepteur de créer des modèles 3-D sur un ordinateur. Une fois le modèle terminé, le fichier CAD est envoyé à la tête de l'imprimante. Le processus d'impression commence quand une couche de sable de 5 à 10 mm d'épaisseur, mélangé avec de l'oxyde de magnésium solide (MgO), est uniformément distribuée par la tête de l'imprimante dans la zone délimitée par le cadre. La tête d'impression sépare le modèle 3-D en tranches 2-D. Puis, en commençant par la tranche du bas, la tête se déplace à travers la base et dépose le liant constitué d'une solution de chlorure de magnésium, à une résolution de 25 DPI (1,0 mm) . Le liant et le sable réagissent chimiquement pour former un grès. Il faut environ 24 heures pour que le matériau se solidifie complètement . À cause du fait que les buses sont espacées de 20 mm les unes des autres, il y a des trous qui doivent être comblés. Pour combler ces espaces et s'assurer que le sable est uniformément exposé au liant, un piston électrique, qui tient la tête d'impression sur la poutre, force la tête de l'imprimante à se déplacer dans la direction perpendiculaire au mouvement de l'imprimante. Cela prend quatre allers-retours à D-Shape pour terminer l'impression d'une couche. Après qu'une couche est terminée, les moteurs pas à pas déplacent la base vers le haut sur la structure verticale. Depuis le cadre creux,  juste au-dessus de la tête de l'imprimante, du nouveau sable cycliquement rempli est distribué dans la zone d'impression pour créer la couche suivante. Lors de l'impression, l'excédent de sable agit comme un support pour la solidification du sable précédemment placé ou peut également être réutilisée pour de futures impressions. Le processus d'impression est continu et ne s'arrête que lorsque la structure est entièrement imprimée.

## Le produit final
Une fois que l'imprimante a terminé son travail, la structure finale doit être retirée du sable. Des travailleurs utilisent des pelles pour retirer l'excès de sable et révéler la production finale. L'oxyde de magnésium (MgO) mélangé avec le sable provoque la réaction entre le liant et le sable, qui devient alors un participant actif plutôt qu'inerte dans la réaction. Si le sable était inerte, le matériau serait plus comme le béton dans lequel le sable ne serait que peu lié mais, grâce au MgO, le produit final est un matériau semblable à un minéral avec une structure microcristalline. Par rapport au béton, qui a une faible résistance à la tension et donc nécessite des aciers de renforts, les structures de D-Shape ont une résistance à la tension relativement haute et ne nécessitent pas de renfort. L'ensemble du processus de construction est diminué à un quart du temps habituel et entre un tiers à la moitié du coût qu'il faudrait pour créer la même structure avec des moyens traditionnels à l'aide de ciment portland, matériel actuellement utilisé dans la construction de bâtiment.

## Prix et distinctions

### Compétition de Construction des quais de New York
À l'automne de 2012, D-Shape est entré dans la compétition de construction des quais de New York organisée par la Corporation de Développement Économique de la ville de New York  (NYCEDC) dans lequel les participants devaient créer une solution innovante pour aider à renforcer la Ville de New York contre la détérioration des quais et des structures côtières. L'idée de D-Shape , surnommée "Béton Numérique", a été de scanner en 3-D chaque morceau de quai ou d'infrastructure et ensuite d’imprimer des soutien pour chaque pièce. D-Shape a été le gagnant et a reçu 50 000 $ pour l'idée qui, on estime, peut faire économiser 2,9 milliards de dollars à la ville de New York,.

### Radiolaria
D-Shape a réussi à créer la plus grande sculpture imprimée, "Radiolaria", en 2009. Radiolaria est une sculpture créée par l'architecte italien Andrea Morgante et inspiré par les radiolaires, des organismes unicellulaires à squelettes complexes et minéraux. Elle montre la capacité de D-Shape à imprimer de grandes structures de forme libre. La version actuelle de la sculpture est seulement un modèle de 3x3x3 m de la réelle Radiolaria qui a été prévue pour être placée au centre d'un rond-point à Pontedera, Italie.

## L'avenir de la D-Shape
Actuellement, Jake Wake-Walker et Marc Webb travaillent sur un documentaire, intitulé L'Homme Qui Imprime des Maisons, sur Enrico Dini et son invention. Bien que la D-Shape ai attirée l'attention pour ses capacités d'impression, elle est toujours un projet en cours. Alors que D-Shape est proche de pouvoir imprimer une maison réelle par l'impression d'un trullo, une petite cabane en pierre, l'imprimante doit encore être modifiée afin de rendre le rêve de Dini d'une impression de bâtiments plus grands et plus complexes, une réalité.

### Bases lunaires
En raison des capacités de D-Shape, l'Agence Spatiale Européenne (ESA) a prêté de l'intérêt à l'utilisation de l'imprimante pour construire des bases lunaires. L'ESA est intéressée par l’utilisation de D-Shape pour construire des bases lunaires faites à partir de régolithe lunaire, aussi connue comme poussière de lune, car l'imprimante 3D peut construire la base sur place sans intervention humaine. C'est un grand avantage car seule la machine devra être envoyée sur la lune, donc cela retire le coût de l'envoi de matériaux de construction à la surface de la lune pour créer les bases. D-Shape a été couronnée de succès dans l'impression de composants pour la base lunaire avec une poussière de lune artificielle, et a également été soumise à des tests visant à voir comment l'imprimante va fonctionner dans l'environnement lunaire.